# Stryker Corporation
Pour les articles homonymes, voir Stryker (homonymie).
Stryker est une entreprise américaine d'équipement médical fondée en 1946. Elle produit du matériel pharmaceutique et médical, et fournit également des services connexes aux professionnels de santé.
Le siège social de la société est établi à Kalamazoo, dans l’État du Michigan. L’entreprise, qui possède 40 filiales, est présente dans 36 pays à travers le monde. Ses produits sont commercialisés dans plus de 100 pays. Le capital boursier de cette entreprise entre dans la composition du S&P 500.
Stryker possède de nombreuses marques d'équipements médicaux. Ses principaux concurrents sont Medtronic, Johnson & Johnson et Abbott Laboratories.

## Histoire

### Débuts
Entre 1936 et 1939, Homer Stryker, fondateur de la société, invente le lit à retournement et la talonnette de marche pendant ses études en chirurgie orthopédique à l’University of Michigan.
À partir de 1940, le docteur Stryker commence à exercer la médecine à Kalamazoo, au Michigan, et établit son cabinet à l’hôpital Borgess. Il effectue ses travaux de recherche et de développement dans le sous-sol.
En 1941, il crée The Orthopedic Frame Company et en 1942 la fabrication des lits à retournement commence. Cette invention permet aux soignants de retourner les patients ayant subi de graves blessures au dos en maintenant la colonne vertébrale immobilisée.
En 1946, The Orthopedic Frame Company est constituée en personne morale par le Dr Stryker.
En 1947 la société enregistre son deuxième brevet : la scie oscillante. Celle-ci coupe les plâtres rigides, mais pas les tissus humains. Ce produit est le précurseur d’une vaste gamme d’instruments chirurgicaux.

### De 1950 à 1990
En 1950 Lee, le fils du docteur Stryker, est nommé directeur général de la société.
En 1958, après une décennie de développement, le lit Circ-O-Lectric tire profit de l’héritage du lit à retournement. C'est également à ce moment-là que les ventes de la société atteignent 1 million de dollars.
En 1964, le docteur Stryker prend sa retraite et la société est rebaptisée Stryker Corporation, ou plus simplement : Stryker
Les années 1960 marquent une nouvelle ère dans le développement de produits notamment grâce à l’arrivée, en 1968, de la scie micro-alternative.
En 1969, Lee Stryker devient président de la société.
En 1976 la société apprend de manière soudaine le décès de son président, Lee Stryker. Il était aux commandes de son avion au-dessus du Wyoming lorsque celui-ci s'est écrasé, tuant tous les passagers à bord, dont sa femme. Lors de cette tragique année les ventes de Stryker atteignent 17,3 millions de dollars.
En 1977, John Brown est nommé président et président-directeur général de Stryker Corporation.
En 1979 l'introduction en bourse de Stryker fait connaître davantage la société. Cette même année Stryker acquiert Osteonics Corporation et pénètre sur le marché des prothèses orthopédiques avec notamment les prothèses de la hanche et celles du genou.
En 1980, Homer Stryker décède à l’âge de 85 ans et John Brown est nommé président de la société. Quelque temps après l'organisation se sépare en divisions, permettant de mettre l’accent sur les trois principaux groupes de produits de la société.
En 1981, l’acquisition de SynOptics permet d’étendre les activités de la société à l’endoscopie.
En 1985, le chiffre d’affaires annuel de la société franchit le cap symbolique des 100 millions de dollars.

### De 1990 à aujourd'hui
En 1992, Stryker fait ses premiers pas dans le marché des fixations de la colonne vertébrale avec l’acquisition de Dimso.
En 1994, la société introduit les civières d’ambulance RUGGED sur le marché et se lance dans les services médicaux d’urgence.
En 1996, l’acquisition d’Osteo SA permet à la société d’entrer sur le marché de la traumatologie orthopédique.
En 1997, Stryker est cotée à la bourse de New York (NYSE) après 18 ans au NASDAQ.
En 1998, la société fait l’acquisition d’Howmedica, un acteur important sur le marché mondial de l’orthopédie, et multiplie sa taille par deux l’année suivante.
En 2000, la société pénètre sur le marché de la navigation chirurgicale en offrant des produits permettant de localiser avec précision les cibles chirurgicales.
En 2003 le Dekompressor et le système d’injection de ciment haute précision (PCD) assurent à la société une place sur le marché des interventions sur le rachis.
En 2009, la société acquiert Ascent Healthcare Solutions, Inc., leader du marché du reconditionnement et de la remise à neuf de dispositifs médicaux aux États-Unis.
En 2010, les ventes de la société atteignent 7,3 milliards de dollars.
En 2011, la société acquiert la division Neurovasculaire de Boston Scientific, étendant ses activités en neurotechnologie.
En 2013, la société acquiert Trauson Holdings Company Limited et étend ses activités au segment à valeur ajoutée des marchés émergents.
Elle acquiert la même année Mako Surgical, spécialisée dans la chirurgie assistée par bras robotisé dans le domaine de l’orthopédie, pour 1,65 milliard de dollars.
En 2014, Kevin Lobo devient président du conseil d’administration et quatrième président de Stryker. Il conclut cinq acquisitions : Pivot Medical, Inc, Patient Safety Technologies, Inc., CoAlign Innovations, Inc., Berchtold Holding AG, Small Bone Innovations, Inc.
En février 2016, Stryker annonce l'acquisition de Sage Products, une entreprise spécialisée dans la mesure de réduction des maladies nosocomiales, pour 2,78 milliards de dollars. Le même mois, Stryker annonce l'acquisition de Physio-Control, spécialisée notamment dans les défibrillateurs, les services ambulanciers et de premiers secours, pour 1,28 milliard de dollars.
En 2017, la société lance Mako Total Knee, qui combine la technologie assistée par bras robotisé Mako (Robotic-arm Assisted Technology) au système Triathlon Total Knee. L'acquisition de NOVADAQ permet de développer l'expertise dans la technologie d'imagerie par fluorescence.
En août 2018, Stryker annonce l'acquisition de K2M Group, spécialisée dans le matériel médical pour la colonne vertébrale, pour 1,4 milliard de dollars.
En novembre 2019, Stryker annonce l'acquisition de Wright Medical, entreprise spécialisée dans les équipements médicaux pour les fractures, pour 4 milliards de dollars.
En janvier 2021, Stryker a annoncé qu'elle allait acquérir l'entreprise de technologie de remplacement des articulations, OrthoSensor, Inc., en mai 2021, Stryker a annoncé l'acquisition de TMJ Concepts et en septembre 2021, Stryker a annoncé l'acquisition de Gauss Surgical. Les montants ne sont pas divulgués. En janvier 2022, Stryker annonce l'acquisition de Vocera Communications, spécialisée dans les communications médicales, pour 2,97 milliards de dollars.

## Activités
Stryker figure parmi les leaders mondiaux de la conception, de la fabrication et de la commercialisation d'équipements médicaux. Le chiffre d'affaires par famille de produits se répartit de la manière suivante :
- Equipements chirurgicaux (44,2 %) : instruments chirurgicaux à moteur électrique, systèmes de navigation chirurgicale, matériel d'endoscopie, systèmes d'imagerie numérique, etc. Par ailleurs, le groupe propose des lits médicaux, des chariots, des brancards ainsi que du matériel destiné aux urgences.
- Implants orthopédiques (35,3 %) : prothèses articulaires, implants traumatologiques, micro-implants, ciment orthopédique, produits d'orthobiologie, etc.
- Produits de neurotechnologie (20,5 %) : équipements de neurochirurgie et dispositifs neurovasculaires. En outre, le groupe propose des implants rachidiens.

À la fin de 2019, le groupe disposait de 44 sites de production dans le monde. 73,6 % du chiffre d'affaires était réalisé aux États-Unis.
Stryker est un groupe très diversifié dans le domaine du matériel médical et possède à ce jour 219 filiales et marques.

## Actionnaires
Liste des principaux actionnaires de l'entreprise au 17 avril 2022 : 
| Actionnaire                                      | %      |
| ------------------------------------------------ | ------ |
| The Vanguard Group                               | 7,22 % |
| Capital Research & Management                    | 7,01 % |
| T. Rowe Price Associates                         | 5,60 % |
| Greenleaf Asset Management                       | 5,35 % |
| John Brown                                       | 5,31 % |
| SSgA Funds Management                            | 3,68 % |
| Wellington Management                            | 3,66 % |
| Capital Research & Management (Global Investors) | 2,62 % |
| en:Fundsmith                                     | 1,92 % |
| BlackRock Fund Advisors                          | 1,87 % |